# Premi e riconoscimenti di Jessica Chastain

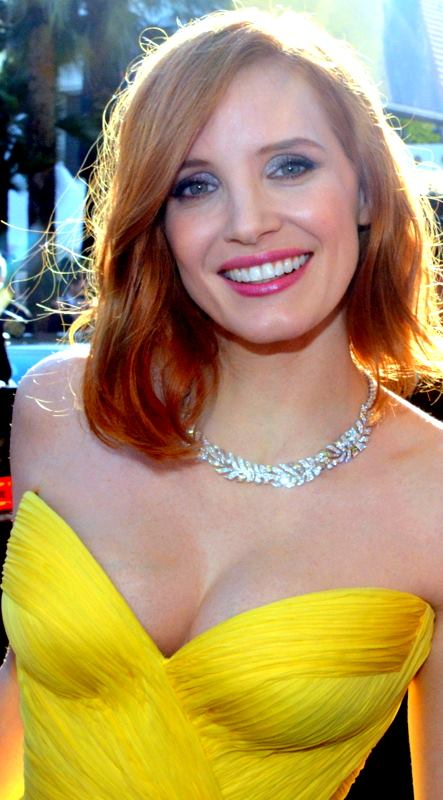
Jessica Chastain al Festival di Cannes 2016

Questa è una lista dei vari premi e riconoscimenti che ha ricevuto Jessica Chastain, attrice e produttrice cinematografica statunitense, nel corso della sua carriera.

## Premi cinematografici e televisivi

### Principali
- Premio Oscar
  - 2012 – Candidatura per la migliore attrice non protagonista per The Help[1]
  - 2013 – Candidatura per la migliore attrice per Zero Dark Thirty[2]
  - 2022 – Migliore attrice per Gli occhi di Tammy Faye[3]

- Golden Globe
  - 2012 – Candidatura alla migliore attrice non protagonista per The Help[4]
  - 2013 – Migliore attrice in un film drammatico per Zero Dark Thirty[5]
  - 2015 – Candidatura alla migliore attrice non protagonista per 1981: Indagine a New York[6]
  - 2017 – Candidatura alla migliore attrice in un film drammatico per Miss Sloane - Giochi di potere[7]
  - 2018 – Candidatura alla migliore attrice in un film drammatico per Molly's Game[8]
  - 2022 – Candidatura alla migliore attrice in un film drammatico per Gli occhi di Tammy Faye[9]
  - 2022 – Candidatura per la migliore attrice in una miniserie o film televisivo per Scene da un matrimonio[9]
  - 2023 – Candidatura alla migliore attrice in una miniserie o film televisivo per Gli occhi di Tammy Faye

- Premio BAFTA
  - 2012 – Candidatura alla migliore attrice non protagonista per The Help[10]
  - 2013 – Candidatura alla migliore attrice protagonista per Zero Dark Thirty[11]

- Premio Emmy
  - 2023 – Candidatura alla migliore attrice protagonista in una miniserie o film per la televisione per Gli occhi di Tammy Faye[12]

- Screen Actors Guild Award
  - 2012 – Miglior cast per The Help[13]
  - 2012 – Candidatura per la migliore attrice non protagonista per The Help[13]
  - 2013 – Candidatura alla migliore attrice per Zero Dark ThirtyThirty[14]
  - 2022 – Migliore attrice per Gli occhi di Tammy Faye[15]
  - 2023 – Migliore attrice in una in una miniserie o film per la televisione per Gli occhi di Tammy Faye[16]

### Altri
- AACTA International Awards
  - 2013 – Candidatura alla miglior attrice per Zero Dark Thirty[17]

- Alliance of Women Film Journalists
  - 2012 – Candidatura alla miglior performance rivelazione per The Tree of Lire
  - 2012 – Candidatura alla miglior attrice non protagonista per The Help
  - 2012 – all'Eccezionale successo di una donna nel mondo dell'industria cinematografica per The Help, The Tree of Lire, Il debito e Take Shelter
  - 2013 – Icona femminile dell'anno per Zero Dark Thirty[18]
  - 2013 – Miglior attrice per Zero Dark Thirty[18]
  - 2017 – Candidatura alla miglior attrice per Miss Sloane - Giochi di potere
  - 2022 – Candidatura alla miglior attrice per Gli occhi di Tammy Faye

- Awards Circuit Community Awards
  - 2011 – Candidatura alla miglior attrice non protagonista per The Help[19]
  - 2011 – Miglior cast per The Help[19]
  - 2012 – Candidatura alla migliore attrice per Zero Dark Thirty[20]

- Black Film Critics Circle Awards
  - 2011 – Miglior cast per The Help
  - 2012 – Migliore attrice per Zero Dark Thirty

- Boston Online Film Critics Association
  - 2012 – Migliore attrice per Zero Dark Thirty

- Central Ohio Film Critics Association Awards
  - 2012 – Candidatura alla migliore attrice non protagonista per The Tree of Life[21]
  - 2012 – Candidatura al miglior cast per The Tree of Life[21]
  - 2012 – Candidatura al miglior cast per The Help[21]
  - 2012 – Candidatura alla migliore attrice non protagonista per The Help[21]
  - 2012 – Attrice dell'anno per The Help, The Tree of Life, Take Shelter, Le paludi della morte e Il Debito
  - 2013 – Candidatura alla migliore attrice per Zero Dark Thirty[22]
  - 2015 – Candidatura all'attrice dell'anno per Interstellar, La scomparsa di Eleanor Rigby, Miss Julie e 1981: Indagine a New York
  - 2015 – Candidatura alla miglior attrice non protagonista per 1981: Indagine a New York
  - 2018 – Candidatura alla miglior attrice protagonista per Molly's Game[23]

- Chicago Film Critics Association Awards
  - 2011 – Miglior attrice non protagonista per The Tree of Life[24]
  - 2012 – Migliore attrice per Zero Dark Thirty
  - 2014 – Candidatura alla miglior attrice non protagonista per 1981: Indagine a New York
  - 2021 – Candidatura alla miglior attrice per Gli occhi di Tammy Faye

- Chicago Indie Critics Awards
  - 2022 – Candidatura alla miglior attrice per Gli occhi di Tammy Faye

- CinemaCon
  - 2017 – Miglior star femminile dell'anno[25]

- Critics' Choice Movie Award
  - 2012 – Miglior cast per The Help
  - 2012 – Candidatura alla miglior attrice non protagonista per The Help
  - 2013 – Miglior attrice per Zero Dark Thirty[26]
  - 2015 – Candidatura alla miglior attrice non protagonista per 1981: Indagine a New York[27]
  - 2015 – MVP Award per i traguardi raggiunti
  - 2018 – Candidatura alla Miglior attrice per Molly's Game[28]
  - 2022 – Miglior attrice per Gli occhi di Tammy Faye

- Dallas-Fort Worth Film Critics Association
  - 2012 – Miglior attrice per Zero Dark Thirty
  - 2014 – Candidatura alla migliore attrice non protagonista per 1981: Indagine a New York
  - 2021 – Candidatura alla miglior attrice per Gli occhi di Tammy Faye

- Denver Film Critics Society
  - 2012 – Candidatura alla miglior attrice non protagonista per The Tree of Life[29][30]
  - 2012 – Miglior Breakout Star per Il debito, The Help, Take Shelter e The Tree of Life[29]
  - 2013 – Candidatura alla miglior attrice per Zero Dark Thirty[30]
  - 2022 – Candidatura alla miglior attrice per Gli occhi di Tammy Faye

- Detroit Film Critics Society Awards
  - 2011 – Candidatura alla miglior attrice non protagonista per Take Shelter
  - 2011 – Breakthrough Artist per The Help, Take Shelter e The Tree of Life
  - 2012 – Candidatura alla miglior attrice per Zero Dark Thirty
  - 2017 – Candidatura alla miglior attrice per Molly's Game
  - 2021 – Miglior attrice per Gli occhi di Tammy Faye

- Dublin Film Critics Circle Awards
  - 2011 – Breakthrough Artist - International per The Help, Take Shelter e The Tree of Life
  - 2011 – Miglior attrice per The Tree of Life
  - 2017 – Candidatura alla miglior attrice per Miss Sloane - Giochi di potere

- Fangoria Chainsaw Awards
  - 2016 – Migliore attrice non protagonista per Crimson Peak

- Fantasporto
  - 2013 – Miglior attrice per La Madre

- Festival di Venezia
  - 2011 – Premio Gucci[31]

- Florida Film Critics Circle Awards
  - 2012 – Miglior attrice per Zero Dark Thirty
  - 2021 – Candidatura alla migliore attrice per Gli occhi di Tammy Faye

- Fright Meter Awards
  - 2015 – Candidatura alla Miglior attrice non protagonista per Crimson Peak
  - 2019 – Candidatura alla miglior attrice non protagonista per It - Capitolo due
  - 2019 – Miglior cast per It - Capitolo due

- Giffoni Film Festival
  - 2013 – Giffoni Award[32]

- Gold Derby Awards
  - 2012 – Candidatura alla miglior attrice non protagonista per The Help[33]
  - 2012 – Miglior cast per The Help[33]
  - 2013 – Candidatura alla miglior attrice per Zero Dark Thirty
  - 2015 – Candidatura alla miglior attrice non protagonista per 1981: Indagine a New York[34]
  - 2022 – Candidatura alla miglior attrice per Gli occhi di Tammy Faye

- Golden Schmoes Awards
  - 2012 – Candidatura alla miglior T&A dell'anno per Lawless[35]
  - 2012 – Candidatura alla miglior attrice per Zero Dark Thirty[35]

- Gotham Independent Film Awards
  - 2011 – Candidatura al miglior cast per Take Shelter

- Hawaii Film Critics Society
  - 2018 – Miglior attrice per Molly's Game
  - 2022 – Candidatura alla miglior attrice per Gli occhi di Tammy Faye

- Hollywood Film Festival
  - 2017 – Migliore documentario per I Am Jane Doe

- Houston Film Critics Society Awards
  - 2011 – Candidatura alla migliore attrice non protagonista per The Help
  - 2012 – Candidatura alla migliore attrice per Zero Dark Thirty
  - 2015 – Candidatura alla migliore attrice non protagonista per 1981: Indagine a New York
  - 2022 – Miglior attrice per Gli occhi di Tammy Faye[36]

- Independent Spirit Awards
  - 2012 – Candidatura alla miglior attrice non protagonista per Take Shelter[37]
  - 2015 – Candidatura alla miglior attrice non protagonista per 1981: Indagine a New York[38]

- International Online Cinema Awards (INOCA)
  - 2012 – Candidatura alla migliore attrice non protagonista per The Tree of Life
  - 2012 – Candidatura alla migliore attrice non protagonista per The Help
  - 2013 – Candidatura alla migliore attrice per Zero Dark Thirty

- Iowa Film Critics Awards
  - 2013 – Migliore attrice per Zero Dark Thirty

- Jupiter Award
  - 2015 – Candidatura alla migliore attrice internazionale per Interstellar

- Las Vegas Film Critics Society
  - 2021 – Candidatura alla miglior attrice per Gli occhi di Tammy Faye

- London Critics Circle Film Awards
  - 2012 – Candidatura alla migliore attrice non protagonista per The Help
  - 2013 – Candidatura alla migliore attrice per Zero Dark Thirty
  - 2015 – Candidatura alla migliore attrice non protagonista per 1981: Indagine a New York[39]

- Los Angeles Film Critics Association
  - 2011 – Miglior attrice non protagonista per The Help, Take Shelter, Il debito e The Tree of Life[24]

- MTV Movie & TV Awards
  - 2013 – Candidatura alla performance più terrorizzante per Zero Dark Thirty
  - 2014 – Candidatura alla performance più terrorizzante per La madre[40]

- National Board of Review Award
  - 2011 – Miglior cast per The Help
  - 2012 – Miglior attrice per Zero Dark Thirty
  - 2014 – Miglior attrice non protagonista per 1981: Indagine a New York

- National Society of Film Critics Awards
  - 2012 – Miglior attrice non protagonista per The Help, The Tree of Life e Take Shelter[24]
  - 2013 – Candidatura alla miglior attrice per Zero Dark Thirty

- North Carolina Film Critics Association
  - 2013 – Candidatura alla migliore attrice per Zero Dark Thirty
  - 2015 – Candidatura alla migliore attrice non protagonista per 1981: Indagine a New York
  - 2018 – Candidatura alla migliore attrice per Molly's Game
  - 2022 – Migliore attrice per Gli occhi di Tammy Faye

- North Texas Film Critics Association
  - 2018 – Candidatura alla migliore attrice per Molly's Game
  - 2021 – Candidatura alla migliore attrice per The Eyes of Tammy Faye

- Online Film Critics Society Awards
  - 2012 – Miglior performance dell'anno per Il Debito, The Help, The Tree of Life[24]
  - 2012 – Miglior attrice non protagonista  per The Tree of Life[24]
  - 2013 – Miglior attrice per Zero Dark Thirty
  - 2014 – Candidatura alla miglior attrice non protagonista per 1981: Indagine a New York

- Palm Springs International Film Awards and Film Festival
  - 2012 – Spotlight Award per Coriolanus, The Debt, The Help, Take Shelter, The Tree of Life
  - 2018 – Chairman's Award per Molly's Game
  - 2022 – Desert Palm Achievement Award per The Eyes of Tammy Faye[41]

- Phoenix Film Critics Society Awards
  - 2011 – Candidatura alla miglior attrice non protagonista per The Help
  - 2012 – Miglior attrice per Zero Dark Thirty
  - 2014 – Candidatura alla miglior attrice non protagonista per 1981: Indagine a New York
  - 2017 – Candidatura alla miglior attrice per Molly's Game

- Razzie Awards
  - 2020 – Candidatura alla peggior attrice non protagonista per X-Men - Dark Phoenix[42]

- San Francisco Film Critics Circle
  - 2014 – Candidatura alla miglior attrice non protagonista per 1981: Indagine a New York

- Sant Jordi Awards
  - 2012 – Candidatura alla migliore attrice straniera per The Tree of Life

- Satellite Awards
  - 2011 – Migliore attrice non protagonista per The Tree of Life
  - 2011 – Miglior cast per The Help
  - 2012 – Candidatura alla migliore attrice per Zero Dark Thirty[43]
  - 2018 – Candidatura alla migliore attrice per Molly's Game[44]
  - 2022 – Candidatura alla miglior attrice in un film drammatico per Gli occhi di Tammy Faye
  - 2023 – Candidatura alla miglior attrice in un film drammatico per The Good Nurse

- Saturn Awards
  - 2012 – Candidatura alla miglior attrice per Take Shelter[45]
  - 2013 – Candidatura alla miglior attrice per Zero Dark Thirty[46]
  - 2015 – Candidatura alla miglior attrice non protagonista per Interstellar[47]
  - 2016 – Candidatura alla miglior attrice per Sopravvissuto - The Martian[48]
  - 2016 – Miglior attrice non protagonista per Crimson Peak[49]

- Seattle Film Critics Awards
  - 2015 – Miglior attrice non protagonista per 1981: Indagine a New York

- Seattle International Film Festival
  - 2008 – Miglior attrice per Jolene

- St. Louis Film Critics Association
  - 2011 – Candidatura alla miglior attrice non protagonista per The Tree of Life[24]
  - 2012 – Miglior attrice per Zero Dark Thirty
  - 2014 – Candidatura alla miglior attrice non protagonista per 1981: Indagine a New York
  - 2021 – Candidatura alla miglior attrice per Gli occhi di Tammy Faye

- Southeastern Film Critics Association Awards
  - 2011 – Miglior cast per The Help
  - 2012 – Candidatura alla migliore attrice protagonista per Zero Dark Thirty

- Teen Choice Awards
  - 2016 – Candidatura alla miglior attrice in un film drammatico per Sopravvissuto - The Martian[50]
  - 2016 – Candidatura al miglior bacio (con Chris Hemsworth) per Il cacciatore e la regina di ghiaccio[50]

- Toronto Film Critics Association Awards
  - 2011 – Candidatura alla migliore attrice non protagonista per The Tree of Life
  - 2011 – Miglior attrice non protagonista per Take Shelter
  - 2012 – Miglior attrice per Zero Dark Thirty

- Vancouver Film Critics Circle
  - 2012 – Miglior attrice per The Tree of Life, Take Shelter, The Help[24]
  - 2013 – Miglior attrice per Zero Dark Thirty
  - 2015 – Candidatura alla miglior attrice non protagonista per 1981: Indagine a New York
  - 2022 – Candidatura alla miglior attrice per Gli occhi di Tammy Faye

- Washington D.C. Area Film Critics Association Award
  - 2012 – Miglior attrice per Zero Dark Thirty
  - 2014 – Candidatura alla miglior attrice non protagonista per 1981: Indagine a New York

## Premi teatrali
- Tony Award
  - 2023 - Candidatura alla miglior attrice protagonista in un'opera teatrale per Casa di bambola[51][52]
  - 2023 - Candidatura al miglior revival di un'opera teatrale per Casa di bambola (come produttrice)
- Drama Desk Award
  - 2023 - Eccezionale interpretazione principale in un'opera teatrale per Casa di bambola[53]